# برايان بوند
برايان بوند (بالإنجليزية: Brian Bond)‏ هو مؤرخ عسكري بريطاني، ولد في 17 أبريل 1936 في مارلو ‏ في المملكة المتحدة.